# Tropicus debilis
Tropicus debilis är en skalbaggsart som först beskrevs av Sharp 1882.  Tropicus debilis ingår i släktet Tropicus och familjen strandgrävbaggar. Inga underarter finns listade i Catalogue of Life.